# Гранд-стрит (линия Канарси, Би-эм-ти)
|   |   |   |   |
| · | · | · | · |

|   |   |   |   |
| · | · | · | · |

«Гранд-стрит» (англ. Grand Street) — станция Нью-Йоркского метрополитена, расположенная на линии Канарси, Би-эм-ти. Станция находится в Бруклине, в округе Уильямсберг, на пересечении Гранд-стрит и Бушуик-авеню. На станции останавливается маршрут L (круглосуточно).
Станция была открыта 21 сентября 1924 года в составе первой очереди линии. Несмотря на то что все станции южнее Broadway Junction были открыты ещё в 1906 году, тогда они не входили в состав этой линии, поэтому считается, что очередь 1924 года является первой.
Станция представлена двумя боковыми платформами. Платформы отделаны стандартным образом: стены отделаны белой плиткой. Под потолком есть мозаичный орнамент. Название станции также выложено мозаикой. Мозаика достаточно красочная: в ней использовано большое количество разнообразных цветов. И это единственное, чем оно представлено, так как на платформах (что не совсем обычно) отсутствуют колонны, на которых обычно также висят таблички с названием станции. Колонны располагаются только между путями и окрашены в чёрный цвет.
В связи со своим неглубоким заложением эта станция (равно как большинство других) была построена открытым способом. Также, именно поэтому у станции нет мезонина над путями и, соответственно, перехода между платформами. Станция имеет единственный выход. Лестницы с обеих платформ ведут сразу в город. Турникетный павильон каждой платформы расположен прямо на ней. Лестница южной платформы (из Манхэттена) приводит к обоим южным углам перекрестка Гранд-стрит и Бушуик-авеню, а северной (на Манхэттен) приводит к северным углам того же перекрестка.